# Cantius-Stele

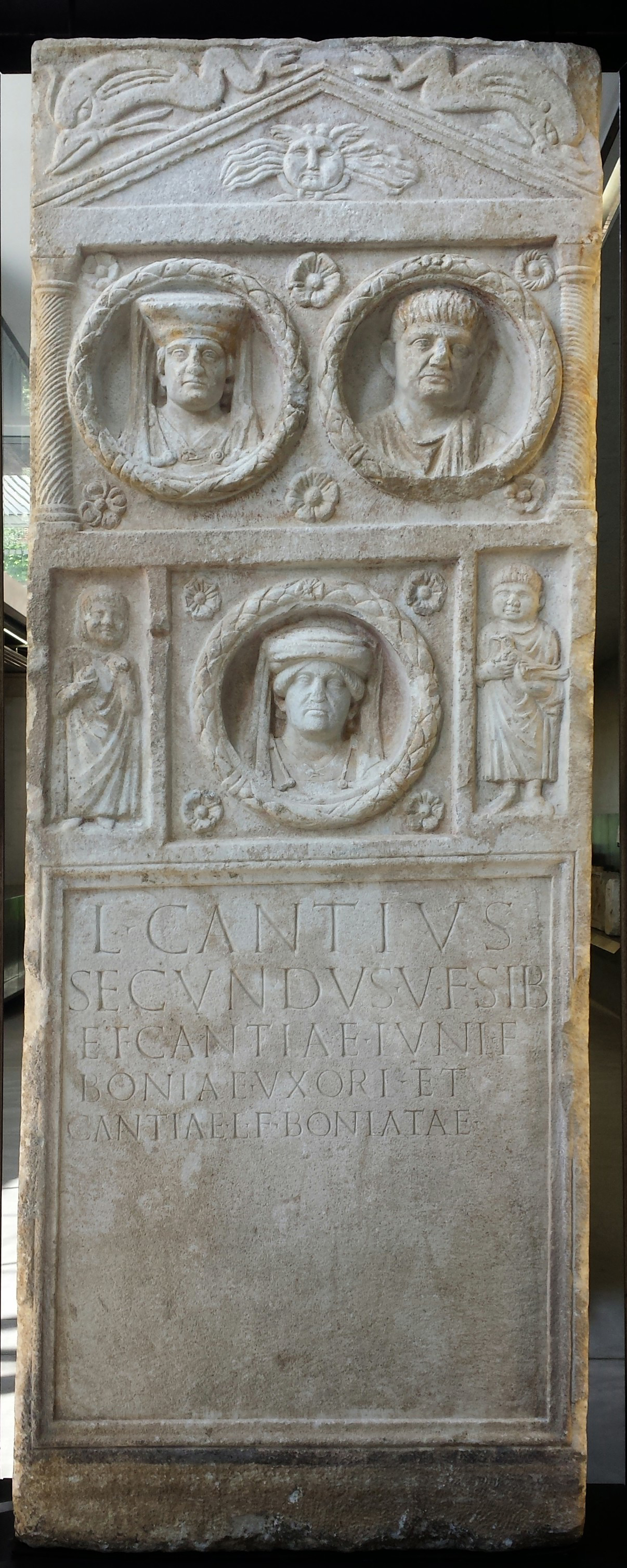
Die Cantius-Stele im Lapidarium des Archäologiemuseums Schloss Eggenberg

Die Cantius-Stele ist eine um das Jahr 100 n. Chr. geschaffene römische Grabstele in Form einer rechteckigen Ädikula aus Noricum.
Die Stele mit den Ausmaßen 288 × 116 × 29 cm ist aus Gummerner Marmor gefertigt und ist in vier horizontale Abschnitte geteilt: Die Tympanonzone wird durch einen Dreiecksgiebel gebildet, in dessen Mitte ein Gorgoneion dargestellt ist; in den Zwickeln befinden sich zwei nach außen gewandte Delphine. Der darunter liegende Abschnitt zeigt zwischen zwei gedrehten Säulen die mit Lorbeer umkränzten Porträtmedaillons des Auftraggebers Lucius Cantius Secundus und seiner Ehefrau Cantia Bonia. In der unteren Bildzone befindet sich zentral das ebenfalls in einem Lorbeerkranz gefasste Medaillon der Tochter, Cantia Boniata, welches von einem stehenden Knaben und einem Mädchen flankiert wird.  Die Grabinschrift des untersten Abschnittes lautet:

“L(ucius) Cantius / Secundus v(ivus) f(ecit) sib(i) / et Cantiae Iuni(i) f(iliae) / Boniae uxori et / Cantiae L(ucii) f(iliae) Boniatae”

„Lucius Cantius Secundus hat (dieses Grabmal) zu Lebzeiten für sich und seine Gattin Cantia Bonia, Tochter des Iunius, sowie für Cantia Boniata, Tochter des Lucius, errichtet.“

Die Stele war bis 1818 in der Außenmauer der Grazer Pfarrkirche St. Leonhard eingelassen und ging danach als Geschenk in die Sammlung des Landesmuseums Joanneum über. Heute befindet sie sich im Lapidarium des Archäologiemuseums Schloss Eggenberg.